# Timbres des îles Féroé 2005
Cet article recense les timbres des îles Féroé émis en 2005 par Postverk Føroya.

## Généralités
Les émissions portent la mention « Føroyar » et une valeur faciale libellée en couronnes féroïennes, monnaie liée à la couronne danoise (DKK, KR sur les timbres 2005).
Ce territoire danois bénéficie de l'autonomie postale.

## Légende
Pour chaque timbre, le texte rapporte les informations suivantes :
- date d'émission, valeur faciale et description,
- formes de vente,
- artistes concepteurs et genèse du projet,
- manifestation premier jour,
- date de retrait, tirage et chiffres de vente,

ainsi que les informations utiles pour une émission donnée.

## Février

### Vágar

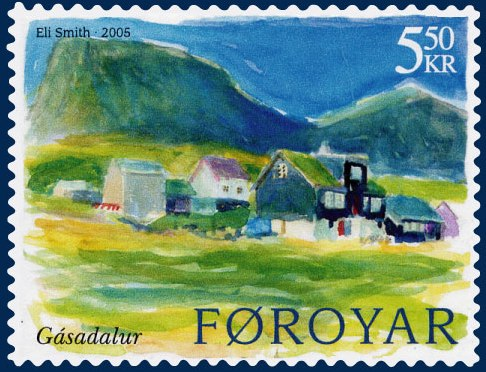
Un timbre de la série Vágar.

Le 7 février, est émis un bloc-feuillet de dix timbres de 5,50 DKK illustrés de peintures de paysages de l'île de Vágar.
Peinte par Eli Smith, ces timbres de 40 × 26 mm sont imprimés en offset par l'imprimeur français Cartor Security Printing.

### La vie quotidienne des Vikings
Le 7 février, est émis un bloc-feuillet illustré composé de trois timbres de 7,50 DKK présentant la vie quotidienne des Vikings (Gerandisdagurin í víkingaøold). Les timbres présentent les activités agricoles traditionnelles : la culture de céréales avec la moisson et l'élevage de moutons pour la laine, de chevaux et de bovidés dont une vache en train de se faire traire. Le timbre le plus à droite montre des maisons vikings. La marge à droite est constituée d'un paysage maritime.
Le bloc est dessiné et gravé par Martin Mörck pour une impression en offset et taille-douce. Chaque timbre mesure 39,52 × 28,84 mm. La poste danoise a assuré l'impression du bloc.

## Avril

### Europa: la gastronomie

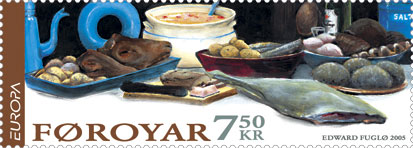
Le timbre de 7,50 couronnes : une table féroïenne.

Le 18 avril, dans le cadre de l'émission Europa, sont émis deux timbres de 7,50 et de 10 DKK sur le thème annuel de la gastronomie féroïenne. Chacun des timbres présente des exemples de plats et ingrédients traditionnels de la cuisine de l'archipel :
- pour les produits de la pêche : des boulettes, du ræst (poisson à moitié séché), des têtes de morue et des œufs de poisson,
- pour les produits de l'élevage : dans l'agneau, se cuisinent la tête, la cuisse séchée, les testicules, les reins cuits en brochette, et en une soupe de viande à moitié séchée et de légumes,
- les oiseaux apparaissent également : des macareux et des œufs de guillemot,
- en dessert, de la compote de rhubarbe et de la pâte de raisins,
- le tout accompagné d'eau-de-vie.

Les timbres de 72 × 25,95 mm sont conçus par Edward Fuglø. Ils sont imprimés en offset en feuille de dix exemplaires par Cartor Security Printing, en France.

### Lièvre féroïen
Le 18 avril, sont émis deux timbres de 5,50 DKK sur le lièvre féroïen (hara en féroïen, Lepus timidus). Sont représentés un spécimen brun sur fond vert et un autre blanc sur fond bleu clair.
Les timbres de 30 × 34 mm sont dessinés par Edward Fuglø. Imprimés en offset par Cartor Security Printing, ils sont conditionnés en feuille de vingt timbres. 
Ces deux timbres sont également émis en un carnet de dix timbres, cinq de chaque type.

## Juin

### WWF:Hydrobatinae/hydrobatinés
Le 6 juin, sont émis quatre timbres portant le logotype du WWF, fonds mondial pour la protection de la nature sauvage. Les figurines représentent quatre espèces d'hydrobatiné, de petits oiseaux de mer. Les deux espèces présentées sont : l'océanite culblanc (Oceanodroma leucorhoa, sur le 8,50 DKK et le 12 DKK) et l'océanite tempête (Hydrobates pelagicus, sur le 9 DKK et le 20 DKK). Les deux espèces sont représentés sur les deux plus faibles valeurs en gros plan et en vol sur un fond de soleil et d'océan, et au sol qu'ils rejoignent essentiellement pour se reproduire sur les deux plus fortes valeurs.
Les timbres de 38 × 30,5 mm sont dessinés par Astrid Andreasen. Ils sont imprimés en feuille de vingt exemplaires par l'imprimeur Cartor Security Printing.

## Septembre

### Une occupation amicale
Le 19 septembre, sont émis deux timbres commémoratifs de 5,50 DKK et 9 DKK pour le 60e anniversaire de la fin de l'occupation de l'archipel par l'armée britannique. Elle eut lieu pendant la Seconde Guerre mondiale (avril 1940 à mai 1945), alors que le Danemark était conquis par l'Allemagne nazie. Cette occupation est qualifiée d'« amicale » ou « bienveillante » selon les traductions du titre féroïen « Ein vinalig herseting ». Les deux timbres sont des photographies d'époque : des soldats britanniques en manœuvre dans les îles sur le 5,50 DKK et d'autres soldats prenant la pose avec des enfants féroïens sur le 9 DKK.
Les photographies sont issues des collections de l'Imperial War Museum : n°H 10560 pour le 5,50 DKK et n°D 587 pour le 9 DKK. Les timbres de 40 × 30 mm sont imprimés par l'Österreichische Staatsdruckerei, en Autriche.

### Jógvan Waagstein

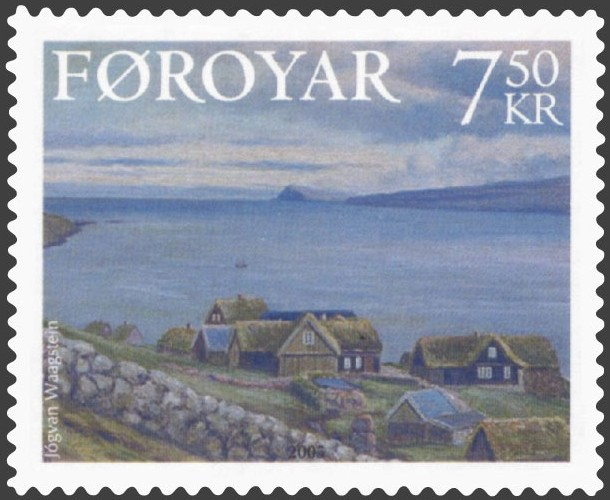
Velbastaður.

Le 19 septembre, est émis un bloc de neuf timbres artistiques de 7,50 DKK reproduisant des œuvres d'un des premiers peintres reconnus des Féroé, Jógvan Waagstein (1879-1949). Les tableaux sont des paysages de l'archipel.
Illustrés de peintures de Jógvan Waagstein, le bloc est imprimé par l'Österreichische Staatsdruckerei, en Autriche. Les timbres ont un format de 40 × 32,5 mm.

## Novembre

### Timbres de Noël
Le 7 novembre, sont émis deux timbres de Noël de 5,50 DKK et de 7,50 DKK. Le 5,50 DKK, à dominante bleue, est consacré au chant de Noël (Jólavísan) : une Vierge à l'enfant sur un fond de colombes, oiseau associé au Saint-Esprit et dominant les ombres des rois mages à cheval, suivant une étoile situé au-dessus de la plus grande des colombes du timbre. La Vierge est inspirée au dessinateur par une statue originaire de Kirkjubøur ; cette pièce importante du patrimoine des Féroé est conservée au musée national féroïen à Tórshavn. 
Le 7,50 DKK, à dominante rouge et orange, illustre le chant de Rudis, chant religieux populaire des Féroé mêlant les récits de la légende de saint Jacques, de l'histoire du premier martyr chrétien Étienne (Steffan) et d'Hérode Antipas (Rudis). L'illustration du timbre se compose des principaux éléments du chant : Steffan et Rudis dans différents moments du récit, des coqs dépecés et deux anges. L'histoire se déroulerait au début de la vie de Jésus.
Les timbres de 31.5 × 48 mm sont l'œuvre d'Anker Eli Petersen. Ils sont imprimés par Cartor Security Printing (France) en feuille de vingt exemplaires et en carnet composé de cinq exemplaires de chaque type.

### Sources
- Føroysk frímerki 1975-2006, éd. Postverk Føroya, 2006. Catalogue des timbres édité par le bureau philatélique de l'administration postale féroïenne. Il fournit l'affranchissement permis par le timbre, le tirage final et la date de retrait de la vente.
- Le catalogue de vente par correspondance fournit en plus le format, la dentelure, la technique d'impression et l'imprimeur. Les textes de présentation sont le plus souvent ceux lisibles sur le site web officiel.